# Zgodovinska območja Carigrada
Zgodovinska območja Carigrada so skupina znamenitosti v glavnem okrožju Fatih v mestu Carigrad v Turčiji. Ta območja so bila leta 1985 dodana na Unescov seznam svetovne dediščine.
Ta svetovna dediščina vključuje stavbe in strukture, kot so Sarajburnu, palača Topkapı, Hagija Sofija, mošeja Sultana Ahmeda, Hagija Irene, Samostan Pantokratorja, mošeja Sulejmanija, Mala Hagija Sofija in Konstantinopelsko obzidje.

## Območja
Mesto svetovne dediščine zajema štiri cone, ki ponazarjajo glavne faze zgodovine mesta z uporabo njegovih najprestižnejših spomenikov:
- Arheološki park, ki je bil v letih 1953 in 1956 opredeljen na vrhu polotoka;
- četrt Süleymaniye, zaščitena v letih 1980 in 1981;
- četrt Zeyrek, zaščitena 1979;
- cona obzidja, zaščitena 1981.

## Galerija
- palača Topkapı
- palača Topkapı
- palača Topkapı
- Hagija Sofija
- Hagija Sofija
- Hagija Sofija
- Hagija Irene
- mošeja Sultan Ahmeda
- Modra mošeja
- Modra mošeja
- Modra mošeja
- Mala Hagija Sofija
- Sulejmanija
- Sulejmanija
- Samostan Pantokratorja
- Konstantinopelsko obzidje